# Voxtorpasjön
Voxtorpasjön är en sjö i Gnosjö kommun i Småland och ingår i Lagans huvudavrinningsområde. Sjön är 20,9 meter djup, har en yta på 0,381 kvadratkilometer och befinner sig 268 meter över havet. Sjön avvattnas av vattendraget Älgabäcken. Vid provfiske har abborre, gädda och mört fångats i sjön.

## Delavrinningsområde
Voxtorpasjön ingår i det delavrinningsområde (637095-138727) som SMHI kallar för Mynnar i Västerån. Medelhöjden är 278 meter över havet och ytan är 24,51 kvadratkilometer. Det finns inga delavrinningsområden uppströms utan avrinningsområdet är högsta punkten. Älgabäcken som avvattnar avrinningsområdet har biflödesordning 4, vilket innebär att vattnet flödar genom totalt 4 vattendrag innan det når havet efter 216 kilometer. Delavrinningsområdet består mestadels av skog (81 %). Avrinningsområdet har 1,41 kvadratkilometer vattenytor vilket ger det en sjöprocent på 5,7 %.